# Kim Kestner

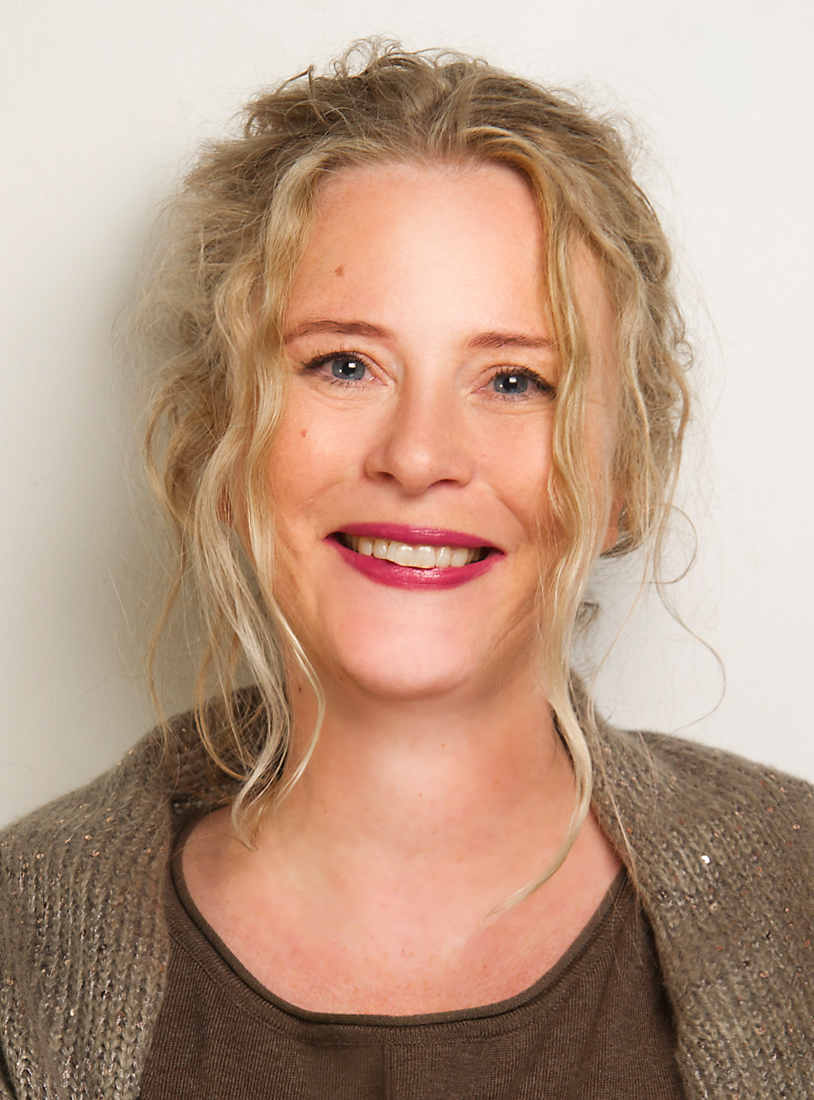
Kim Kestner (2019)

Kim Kestner (* 20. Mai 1975 in Gifhorn) ist eine deutsche Jugendbuchautorin.

## Leben
Kim Kestner wuchs in Nordrhein-Westfalen auf, wo sie auch Visuelle Kommunikation studierte. Sie leitete bis zu der Geburt ihrer Zwillinge eine Marketingagentur. 2009 begann sie mit dem Schreiben, 2013 veröffentlichte sie ihren ersten Roman. Seit 2011 lebt Kim Kestner mit ihrer Familie in der Nordheide, nahe Hamburg.
Die 2014 im Carlsen Verlag veröffentlichte Trilogie Zeitrausch wurde 2018 im Arena Verlag neu aufgelegt. 2019 veröffentlichte Kestner ihren Jugendroman Heaven's End – Wen die Geister lieben im S. Fischer Verlag. Im Januar 2021 verkündete Kestner in einem Interview, dass der geplante zweite Band der Heaven's-End-Trilogie nicht mehr veröffentlicht wird und der Verlag die Reihe nicht mehr fortsetzen wird.
Im November 2024 wurde Kim Kestner gemeinsam mit ihrem Ehemann Bodo Malzahn in der VOX-Dokumentationsreihe Goodbye Deutschland porträtiert. Das Paar wanderte vorübergehend von Norddeutschland nach Florida aus. Während ihres Aufenthalts in den USA legte Kim Kestner eine Pause vom Schreiben ein. 
Seit ihrer Rückkehr nach Deutschland ist sie jedoch wieder als Schriftstellerin aktiv und hat seither zwei neue Romane geschrieben.

## Auszeichnungen
- 2014: LovelyBooks Leserpreis Bronze in der Kategorie  E-Book Only für Zeitrausch-Trilogie – Spiel der Vergangenheit[7][2]

## Werke
- Im Bann der Drudel – Auf der Suche nach dem magischen Buch. Aeternica Verlag, 2013, ISBN 978-3-943739-40-4.
- Anima – Schwarze Seele, weißes Herz. Arena Verlag, Würzburg 2016, ISBN 978-3-401-60252-3.
- Sakura – Die Vollkommenen. Arena Verlag, Würzburg 2017, ISBN 978-3-401-60318-6.
- Die Zeitrausch-Trilogie Band 1 – Spiel der Vergangenheit. Arena Verlag, Würzburg 2018, ISBN 978-3-401-51067-5.
- Die Zeitrausch-Trilogie Band 2 – Spiel der Zukunft. Arena Verlag, Würzburg 2018, ISBN 978-3-401-51068-2.
- Die Zeitrausch-Trilogie Band 3 – Spiel der Gegenwart. Arena Verlag, Würzburg 2018, ISBN 978-3-401-51069-9.
- Heaven's End – Wen die Geister lieben. Fischer KJB, Frankfurt am Main 2019, ISBN 978-3-7373-4134-9.